# The Inscription
The Inscription è un cortometraggio muto del 1914 diretto da Edgar Jones che ne fu anche interprete insieme all'attrice Louise Huff, sua partner abituale sullo schermo.

## Produzione
Il film fu prodotto dalla Lubin Manufacturing Company.

## Distribuzione
Distribuito dalla General Film Company, il film - un cortometraggio di una bobina - uscì nelle sale cinematografiche USA il 13 gennaio 1914.